# Биттер, Карл (скульптор)
Карл Биттер (нем. Karl Bitter; 6 декабря 1867, Вена — 9 апреля 1915, Нью-Йорк) — австрийский и американский скульптор.

## Жизнь и творчество
Биттер родился в семье аптекаря, протестантского вероисповедания, мать его была католичкой; был вторым из трёх сыновей в семье. В 14-летнем возрасте Карл оставил гимназию и поступил в скульптурный класс при венской Школе прикладного искусства. Позднее учится у Эдмунда фон Гельмера в Академии изящных искусств в Вене. Был призван в австро-венгерскую армию, однако во время предоставленного ему отпуска в 1889 году уехал в США. Первоначально Биттер работал в Нью-Йорке в мастерской по украшению фасадов домов. Вскоре он привлекает внимание архитектора Ричарда Морриса Ханта, который предоставляет К. Биттеру возможность проявить себя во время работ для одного из загородных проектов для семейства Вандербильт. Далее К. Биттер выигрывает конкурс на создание бронзовых дверей для церкви св. Троицы в Нью-Йорке, что делает его имя известным. От Р. И. Ханта он получает заказ на украшение статуями административного здания Всемирной выставки в Чикаго в 1893 году. Возглавлял также скульптурные работы на Всемирных выставках в Буффало в 1901 году и в Сент-Луисе в 1904. Авторству К. Биттера принадлежат также кариатиды на фасаде музея Метрополитен в Нью-Йорке и скульптуры для вокзала в Питтсбурге. В годы своего творчества в США К. Биттер считался лучшим скульптором этой страны, был президентом Национального общества скульпторов.
В 1898 году скульптор получает американское гражданство; он становится владельцем большой мастерской в Филадельфии. Был женат на американке немецкого происхождения Марии Шевилл. в 1901 году, выдающиеся организаторские способности Биттера позволили ему возглавить программы скульптуры как на Сент-Луисской выставке 1904 года в Сент-Луисе, штат Миссури, где под его руководством обучался Ли Лори, так и на Панамо-Тихоокеанской международной выставке 1915 года в Сан-Франциско, штат Калифорния. В 1906/1907 годах он возглавлял Национальное общество скульпторов.
В 1909 году, получив амнистию за дезертирство из армии, Биттер смог вернуться на родину и увидеться с родителями. При следующей его поездке в Вену скульптора сопровождала жена и их трое детей. Погиб в Нью-Йорке, в результате автодорожного происшествия: возвращаясь вечером с женой из оперы, К. Биттер был сбит автомобилем.

## Галерея

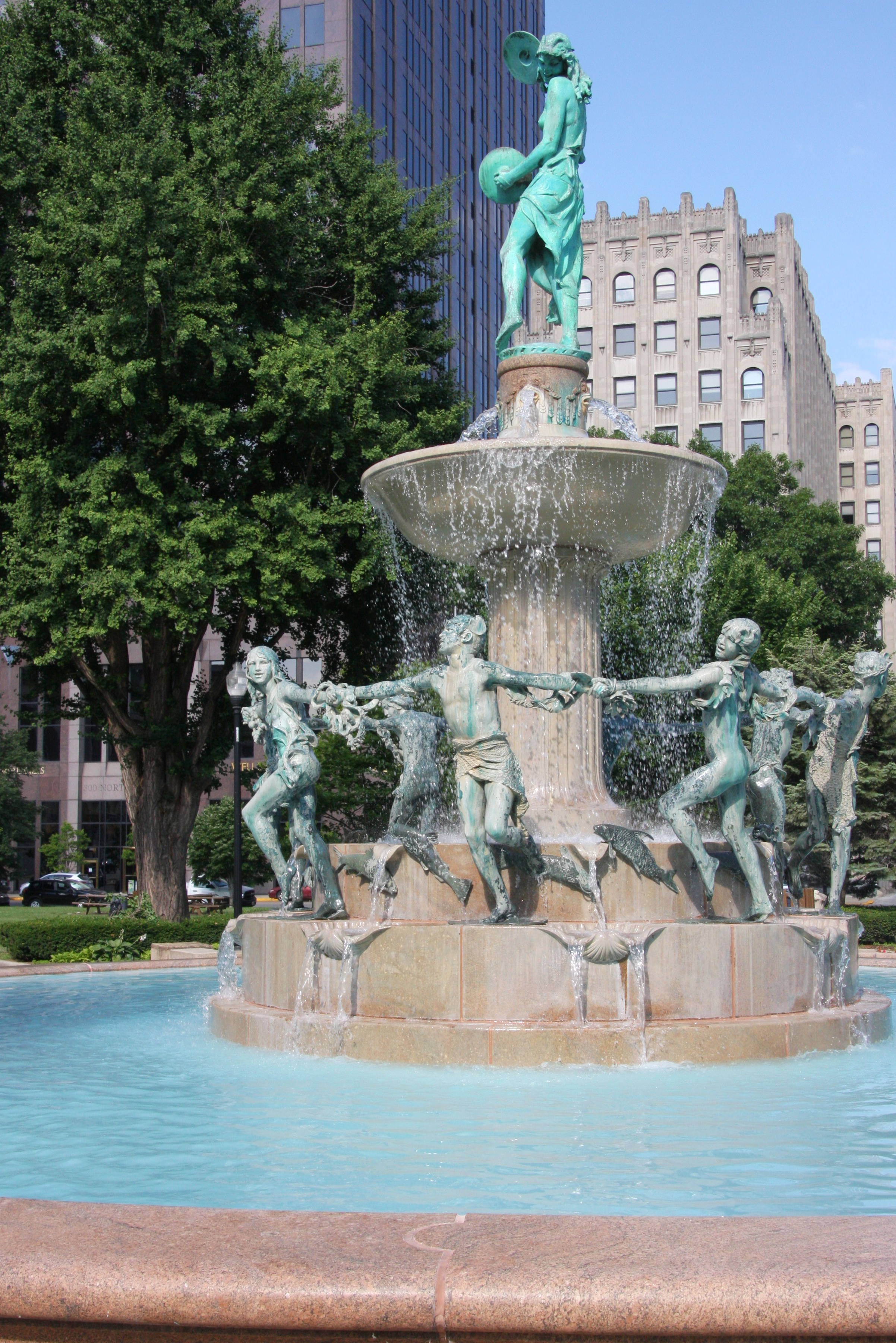
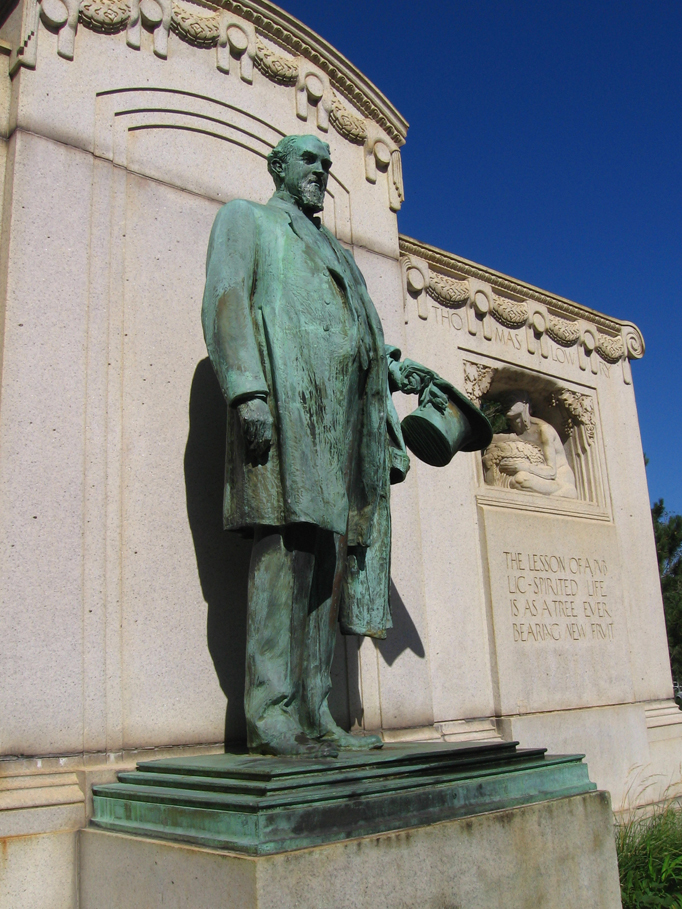
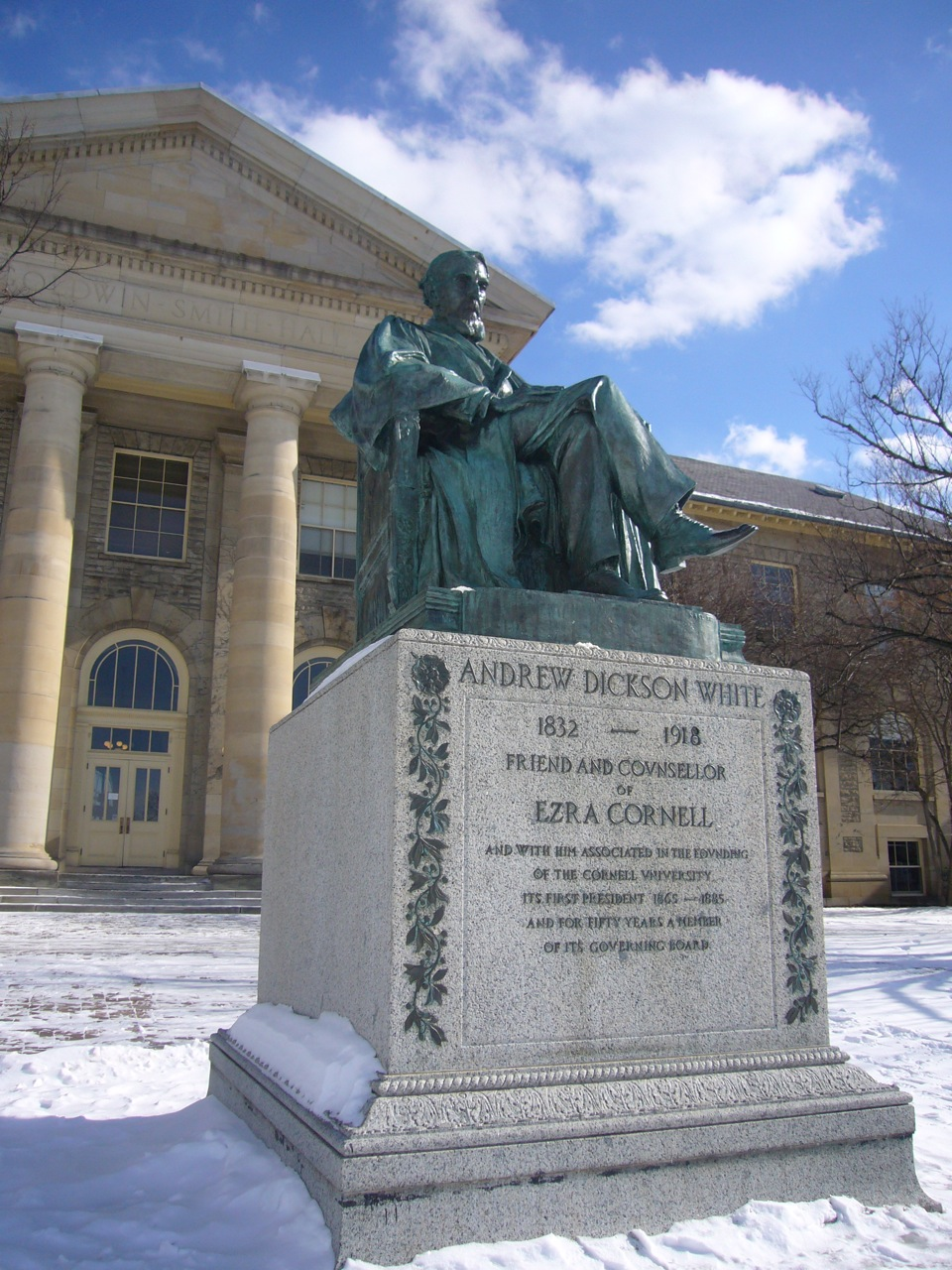
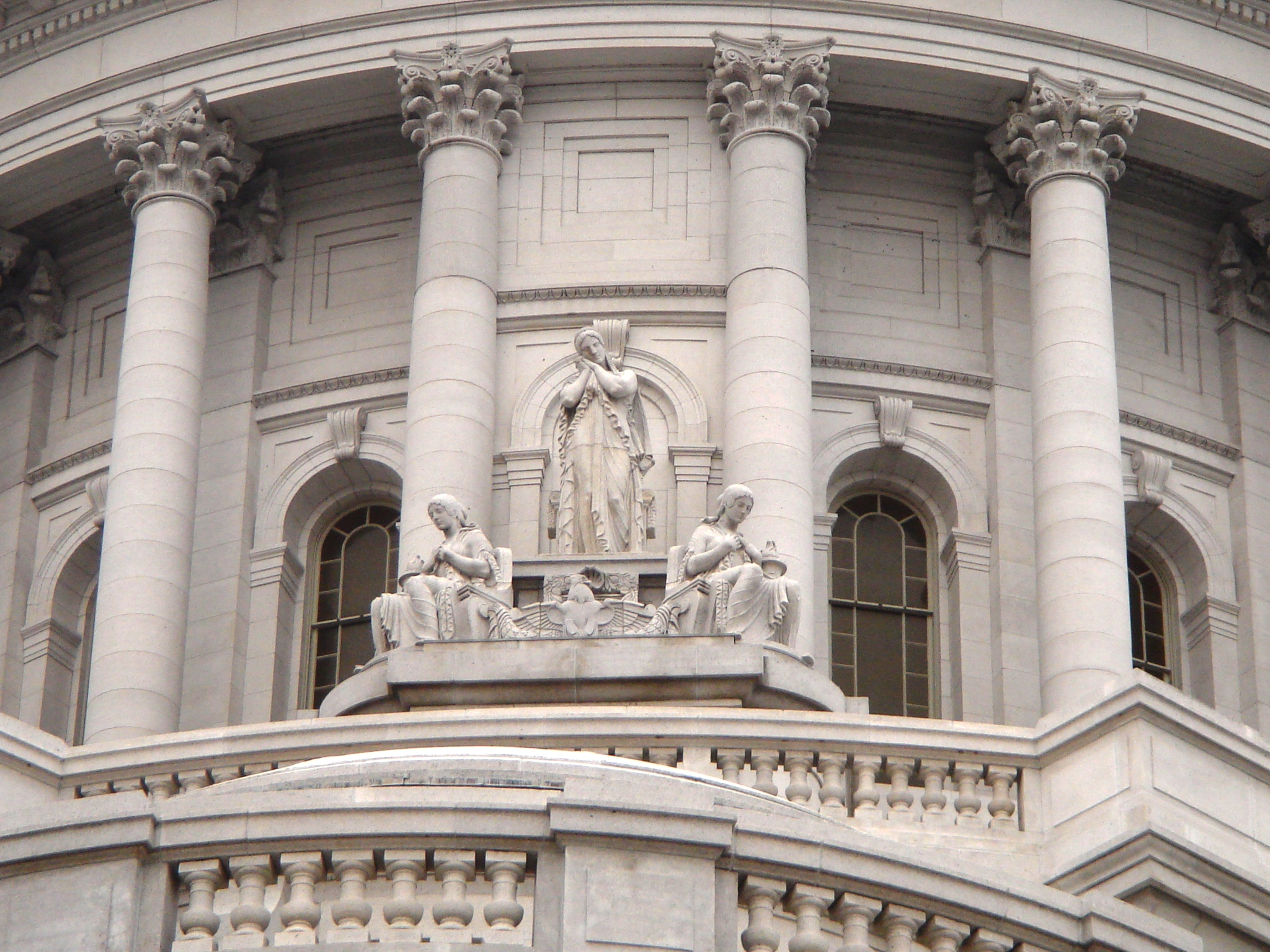
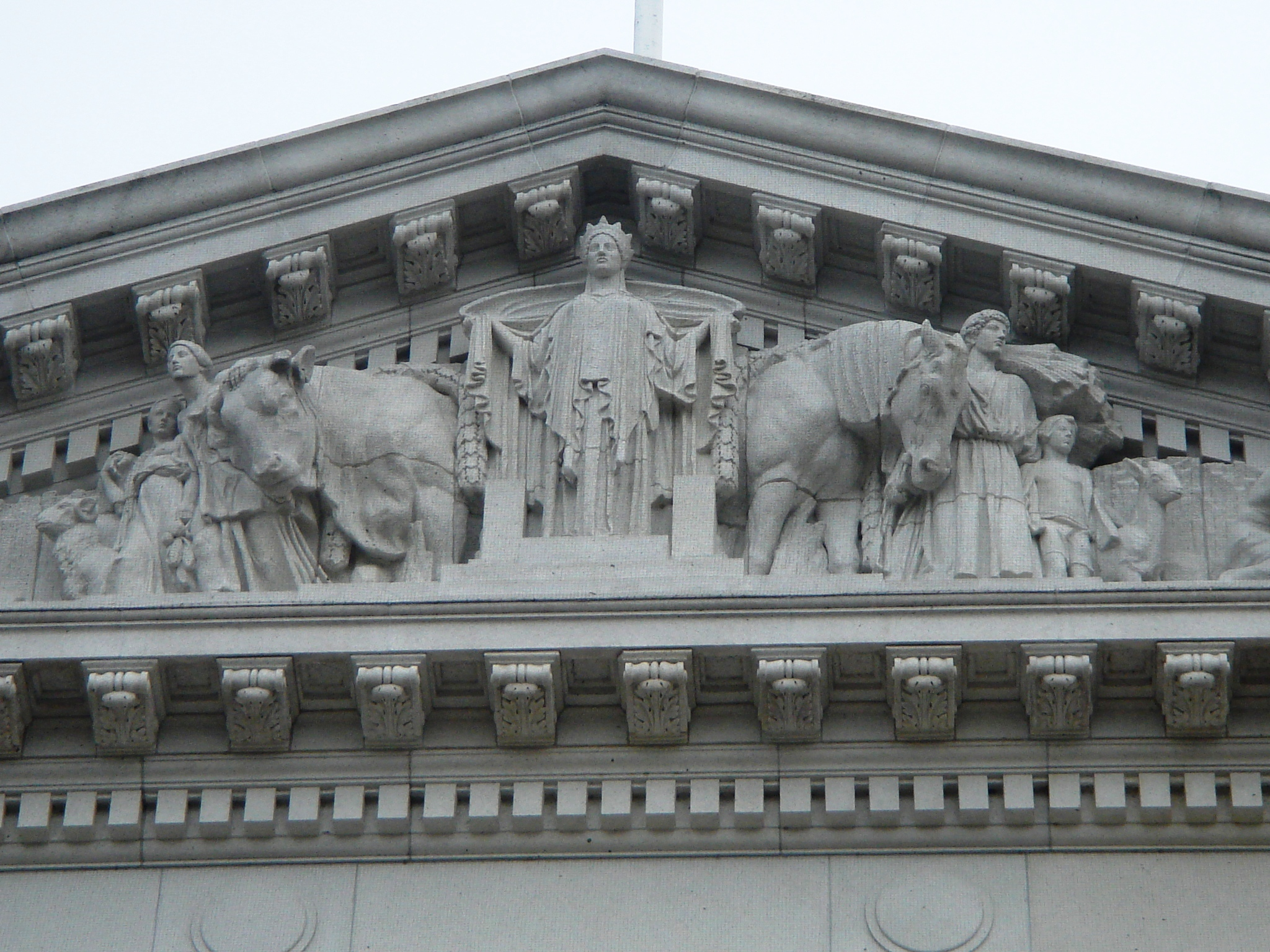
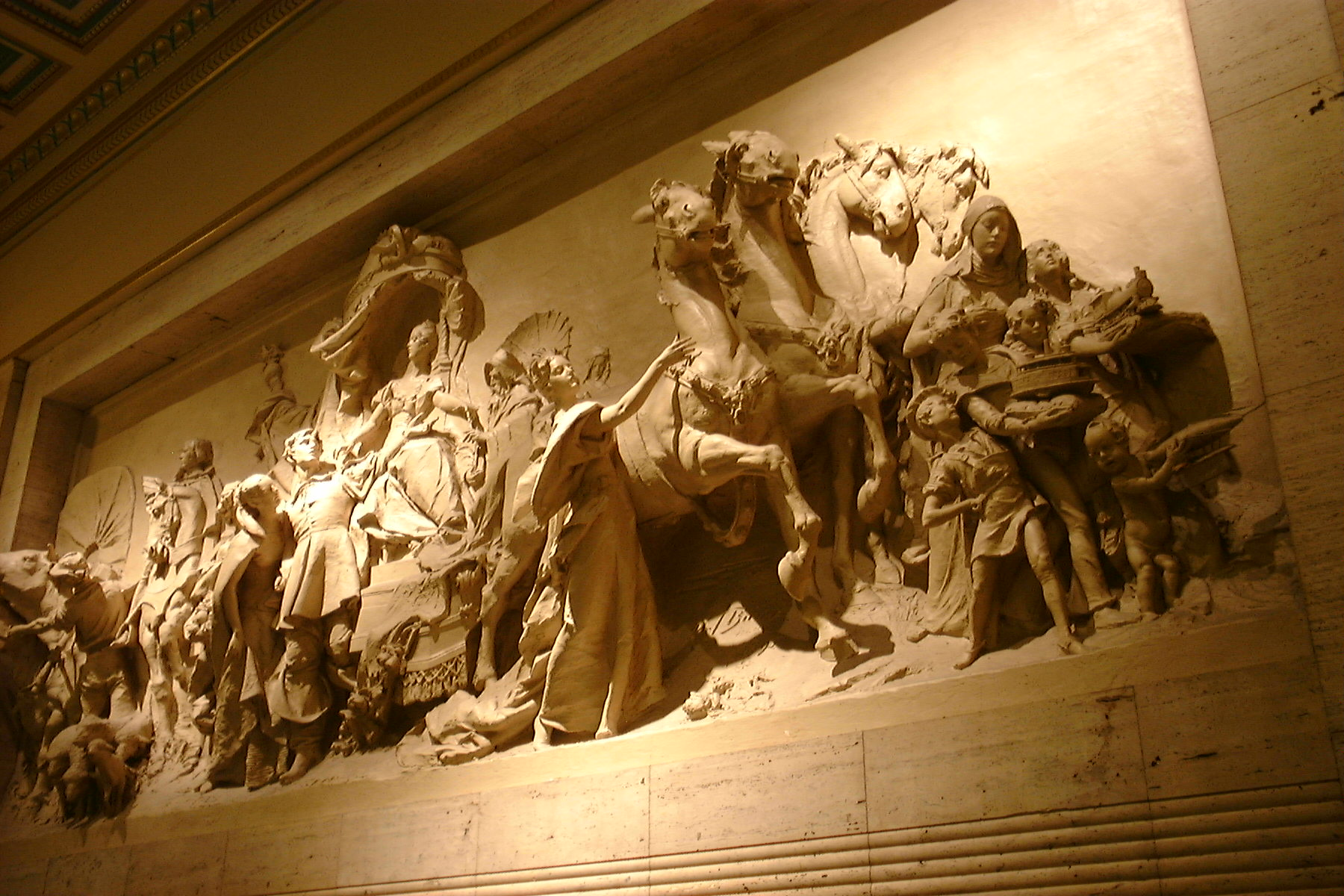